# Rafael Squirru
Rafael Squirru (Buenos Aires, 23 marzo 1925 – Buenos Aires, 5 marzo 2016) è stato un critico d'arte, saggista e poeta argentino.

## Biografia
Frequenta a Buenos Aires la Saint Andrew's Scot School e successivamente la scuola secondaria El Salvador dell'Ordine dei Gesuiti. Si laurea in legge presso l'Università di Edimburgo nel 1948.
Dopo aver fondato il Museo d'Arte Moderna di Buenos Aires nel 1956, si dedica a un'importante opera di promozione e diffusione dell'arte argentina e latinoamericana come Direttore delle Relazioni Culturali (1960) del governo di Arturo Frondizi. Tra le varie iniziative di questo periodo ricordiamo la partecipazione di Antonio Berni e Alicia Penalba rispettivamente alla Biennale di Venezia e a quella di San Paolo, esposizioni che valsero a entrambi gli artisti il primo premio.
Nominato nel 1963 Direttore del Dipartimento Culturale della Organizzazione degli Stati Americani (OAS) con sede a Washington, porta avanti il suo impegno di promozione culturale in ambito panamericano fino alle dimissioni date nel 1970. In questi anni dà il suo appoggio alla costruzione da parte dell'artista uruguayano Lincoln Presno del gigantesco monumento alla memoria di John F. Kennedy che viene eretto a Quemù Quemù, una vasta pianura deserta nella provincia argentina de La Pampa. Il discorso inaugurale pronunciato da Squirru, che era in quel momento rappresentante ufficiale della OAS, suscitò la forte approvazione del pubblico presente alla cerimonia e provocò reazioni negative da parte delle autorità locali (l'Argentina era allora governata dalla giunta militare del generale Juan Carlos Onganía); Squirru venne pubblicamente dichiarato “persona non grata”, sentenza che fu ritirata alcuni anni più tardi.
Tornato a Buenos Aires, dove vive attualmente con la moglie, ha continuamente sostenuto la cultura in tutte le sue forme attraverso un'incessante attività fatta di conferenze nel suo paese e all'estero, presentazioni per esposizioni di artisti e una costante produzione di articoli sul quotidiano argentino La Nación, col quale ha collaborato per oltre vent'anni, spesso condividendo, nel corso degli anni ottanta, la pagina culturale con Jorge Luis Borges.
Nel corso degli anni Squirru ha pubblicato un gran numero di libri in versi e in prosa, molti dei quali sono oggi esauriti o di difficile reperimento. 
Tra i suoi corrispondenti si ricordano Henry Miller, Thomas Merton, Edward Hopper, Edward Albee, Sir Herbert Read, Julio Cortázar,  Alejandra Pizarnik, Jackie Kennedy e Robert F. Kennedy, Ned O'Gorman, Alberto Ginastera, Leopoldo Marechal, Emilio Pettoruti, Antonio Berni, Leonardo Castellani, Arthur Schlesinger Jr.  e Marco Denevi.

## Opere

### Critica
- Barragán, Buenos Aires, Galería Rubbers, 1960.
- Leopoldo Presas, Buenos Aires, El Mangrullo, 1972.
- Pérez Celis, Buenos Aires, Ediciones del Hombre Nuevo, 1973.
- Albino Fernández, Buenos Aires, La Barca Gráfica, 1975.
- Antonio Berni, Buenos Aires, Dead Weight, 1975.
- Guillermo Roux, Buenos Aires, Dead Weight, 1975.
- Pintura, pintura, siete valores argentinos en el arte actual, Buenos Aires, Ediciones Arte y Crítica, 1975.
- Luis Seoane, Buenos Aires, Dead Weight, 1978.
- Liberti, Buenos Aires, Dead Weight, 1978.
- Arte de América: 25 años de crítica, Buenos Aires, Gaglianone, 1979.
- Héctor Giuffré, Buenos Aires, Gaglianone, 1980.
- Batuz (con D. Ronte, R. A. Kuchta e C. Heigl), New York, Rizzoli International Publications, 1981.
- Buenos Aires y sus esculturas, Buenos Aires, Manrique Zago, 1981.
- Eduardo Mac Entyre, Buenos Aires, Gaglianone, 1981.
- Aldo Severi, Buenos Aires, Dead Weight, 1982.
- Arte argentino hoy. Una selección de 48 artistas, Buenos Aires, Gaglianone, 1983.
- Juan Del Prete, Buenos Aires, Gaglianone, 1984.
- Mariano Pagés: 1945-1983, Buenos Aires, 1984.
- Four Contemporary Painters from Argentina: Horacio Bustos, Pérez Celis, Kenneth Kemble, Juan Carlos Liberti, University of Florida, 1986.
- Miguel Ocampo, Buenos Aires, Gaglianone, 1986.
- Kenneth Kemble, Buenos Aires, Gaglianone, 1987.
- Elena Tarasido: la opción de la libertad, Buenos Aires, Instituto Salesiano de Artes Gráficas, 1988.
- Inés Bancalari 1976-1987, Buenos Aires, Gaglianone, 1988.
- Cuarenta maestros del arte de los Argentinos (con I. Gutiérrez Zaldivar), Buenos Aires, Zurbarán, 1990.
- Gyula Kosice: obras Madi, Buenos Aires, Gaglianone, 1990.
- Quinquela: popular y clásico, Buenos Aires, 1990.
- Juan M. Sánchez, Buenos Aires, Ennio Ayosa, 1991.
- Mara Marini, Iglesias Kuppenhein, 1992.
- Carpani cabalga al tigre (con M. Vincent), Madrid, Ollero y Ramos, 1994.
- Roma Geber. Imágenes urbanas, Buenos Aires, Arte al Día, 1997.
- Leopoldo Torres Agüero, Fragments Editions, 1999.
- Perez Celis (con Frederick Ted Castle e Peter Frank),  Shapolsky, 1999

### Critica in versi
- 49 artistas de América: itinerario poético, Buenos Aires, Gaglianone, 1984.

Poesia
- La noche iluminada, Buenos Aires, Ediciones del Hombre Nuevo, 1957.
- Amor 33, Buenos Aires, Ediciones del Hombre Nuevo, 1958.
- Números, Buenos Aires, Ediciones del Hombre Nuevo, 1960.
- Awareness of Love (commento poetico all'opera di Juan Downey), Washington D.C., H.K. Press, 1966.
- Poesía 1957-1966, Buenos Aires, Dead Weight, 1966.
- Poesía 1966-1970, Buenos Aires, Juarez, 1970.
- Poesía 1970-1971. La edad del cerdo y otros poemas, Buenos Aires, Dead Weight, 1971.
- Poesía 1971-1973. Quincunce americano, Buenos Aires, Dead Weight, 1973.
- Poesía 1973-1975. Cuaderno de bitácora, Buenos Aires, Dead Weight, 1975.
- Poesía 1975-1977. La Corona, Buenos Aires, Dead Weight, 1977.
- Números. Veinte años de poesía (1957-1977), Buenos Aires, La Barca Gráfica, 1977.
- Chrysopeya del buen amor, Buenos Aires, Albino y Asociados, 1986.

### Saggistica
- Filosofìa del arte abstracto, Buenos Aires, Museo de Arte Moderno, 1961.
- Leopoldo Marechal, Buenos Aires, Ediciones Culturales Argentinas, 1961.
- The Challenge of the New Man. A cultural approach to the Latin American scene, Washington D.C., Pan American Union, 1964.
- Towards a World Community, Chicago, Academy of Arts and Sciences, 1968.
- Martín Fierro  (con altri autori), Buenos Aires, Instituto Salesiano de Artes Gráficas, 1972.
- Claves del arte actual, Buenos Aires, Troquel, 1976.
- Ángeles y Monstruos. Ensayos Breves, Buenos Aires, Gaglianone, 1986.
- Hacia la pintura: como apreciarla, Buenos Aires, Editorial Atlántida, 1988
- Exigencias del arte, Buenos Aires, Zurbarán, 1989.
- El artista y su tiempo, Buenos Aires, Rozenblum, 1991.
- Arte y humanismo, Buenos Aires, Fundación Praxis, 1993.
- Libros y libros, cuadros y cuadros, Morón, Universidad de Morón, 1995.

### Teatro
- El Rey Salomón (drama bíblico en tres actos), Buenos Aires, Marchand Editorial, 1980.

### Traduzioni
- William Shakespeare, Hamlet, Buenos Aires, Dead Weight, 1976.
- William Shakespeare, La tempestad, Buenos Aires, Biblioteca Nacional, 1979.

## Citazioni (Prosa)
- Uno dei pregiudizi più frequenti che portano alla negazione dei valori culturali della nostra realtà latinoamericana si deve alla mancanza di percezione del profondo significato del nostro passato precolombiano.
- Siamo convinti che la storia della nostra epoca, e in particolar modo quella del nostro paese, passi per il meridiano dell'arte.

## Onorificenze
- Doctor Honoris Causa in Scienze Umanistiche, Università di Neuquén, Argentina
- Doctor Honoris Causa in Scienze Umanistiche, Università di Morón, Argentina
- Premio Konex Platino in Arti Visive, Fundacion Konex, Buenos Aires
- Premio Gratia Artis, Academia Nacional de Bellas Artes, Argentina
- Membro Onorario della Association of The Corcoran Gallery
- Membro Consulente del CARI (Consejo Argentino Relaciones Internacionales) de Buenos Aires
- Membro Onorario della Fundación Miguel Lillo, San Miguel de Tucumán, Argentina
- Membro Corrispondente della Academia de Bellas Artes de Chile
- Premio Fondazione Lorenzutti per la Critica d'Arte